# Szentgáloskér, Somogy
Szentgáloskér  este un sat în districtul Kaposvár, județul Somogy, Ungaria, având o populație de 571 de locuitori (2011). 

## Demografie
Componența etnică a satului Szentgáloskér
     Maghiari (90,57%)
     Romi (5,94%)
     Germani (2,25%)
     Necunoscut (0,61%)
     Români (0,61%)
     Alții (0,61%)
Componența confesională a satului Szentgáloskér
     Romano-catolici (49,74%)
     Fără religie (9,98%)
     Luterani (2,28%)
     Reformați (1,4%)
     Necunoscută (36,6%)
Conform recensământului din 2011, satul Szentgáloskér avea 571 de locuitori. Din punct de vedere etnic, majoritatea locuitorilor (90,57%) erau maghiari, existând și minorități de romi (5,94%) și germani (2,25%). Apartenența etnică nu este cunoscută în cazul a 0,61% din locuitori. Nu există o religie majoritară, locuitorii fiind romano-catolici (49,74%), persoane fără religie (9,98%), luterani (2,28%) și reformați (1,4%). Pentru 36,6% din locuitori nu este cunoscută apartenența confesională.